# Cờ Tam Quốc

Ảnh bàn cờ Tam Quốc

Cờ Tam Quốc là một biến thể 3 người chơi của cờ tướng. Trò chơi này tượng trưng cho cuộc chiến thời Tam Quốc từng chiến đấu để kiểm soát Trung Quốc sau khi nhà Hán thất thủ.

## Lịch sử
Giai đoạn khởi nguồn của Cờ Tam Quốc bị tranh cãi và thuộc về triều đại nhà Tống (Ở thời Nam Tống) (960-1279) hoặc tại nhà Thanh (1636-1912). Hai văn bản gốc của Trung Quốc mô tả trò chơi đã bị thất lạc.

## Luật chơi

### Mục đích ván cờ
Mục đích của cờ tướng ba người chơi đó là chiếu bí Tướng của đối thủ. Người chiến thắng đơn giản là người chơi đầu tiên chiếu tướng được một người khác. Có nghĩa là trận cờ sẽ kết thúc ngay  khi một người chơi hạ gục được một người chơi khác, và người chơi còn lại sẽ xếp ở vị trí thứ hai.
Tuy vậy, trong lịch sử, người ta từng nghĩ ra khá nhiều cách khác để chơi cờ vua ba người, chứ không chỉ có một cách duy nhất là "ai chiếu tướng trước thì thắng" như trên. Một lối chơi được biết đến nhiều nhất là "luật trung lập". Luật này nêu rõ rằng trong lượt chơi của mình, một người chỉ có thể tấn công đối thủ nếu đã bị chính đối thủ đó tấn công trong lượt trước, hoặc nếu đối thủ chưa bị tấn công bởi người chơi thứ ba trong lượt trước của họ.
Luật này có tác dụng ngăn 2 người chơi cùng hợp tác để "bắt nạt" người chơi thứ ba, và là một trong những cách chính để chơi cờ ba người.
Cờ tướng 3 người cũng chơi theo nguyên tắc chơi cơ bản của cờ tướng 2 người về di chuyển quân, ăn quân, ... cũng như các thuật ngữ khác. 

### Bàn cờ
Bàn cờ hình  lục giác, mỗi người chơi sẽ có một vị trí riêng để dàn quân tương đương với số khoảng trống cho một nửa của họ trong bàn cờ tướng bình thường, tức là 32 ô trống được chia đều cho số không gian cho một nửa như là một bàn cờ tướng thông thường, ngoại trừ nó được kéo dài để phù hợp với một phần ba của một hình lục giác - hai bên lan rộng và trung tâm lan truyền về phía trước. Ở giữa bàn cờ là một nhánh sông có ba nhánh phục vụ cho mục đích tương tự như trong cờ tướng bình thường. Có tổng số 135 nút giao điểm. Mỗi vùng lãnh thổ được tách biệt bằng sông và có một cung 9 điểm ở trung tâm của mỗi vùng lãnh thổ.

### Quân cờ
Vì có 3 người chơi, nên cũng sẽ có 3 màu cờ khác nhau. Màu sắc của các quân là màu đỏ, lục và lam. Mỗi người chơi có 18 quân: 16 quân cờ truyền thống và 2 quân cờ mới đứng trên cùng hàng với quân Pháo (炮, 礮, 砲), tổng số quân cờ là 54 quân.
- Với các quân truyền thống: Các quân cờ trong cờ tướng 3 người cũng như giống về hình dạng, số lượng và cách đi quân như các quân cờ tướng thông thường. Các quân Tướng của mỗi bên sẽ mà mang tên của các vương quốc lịch sử Trung Quốc: 
  - Thục (蜀) cho màu đỏ
  - Ngụy (魏) cho màu lam.
  - Ngô (吳) cho màu lục.

- Với các quân cờ mới: Mỗi người chơi có 2 quân cờ mới. Quân mới có tên gọi khác nhau tùy thuộc vào màu quân: Hoả (火) cho màu đỏ, Kỳ (旗) cho màu lam, Phong (風) cho màu lục. Cách đi của 3 quân Hoả - Kỳ - Phong: Đi thẳng (hoặc ngang) 2 ô, rồi đi chéo 1 ô. Có 2 điểm cản.

### Các loại cờ khác
- Cờ thế
- Cờ tướng
- Cờ úp
- Cờ vua
- Shogi
- Janggi
- Saturanga
- Cờ vây
- Cờ ca-rô
- Cờ Hùm Tôm
- Cờ toán Việt Nam
- Cờ tư lệnh
- Tic-tac-toe
- Cờ đam